# Cerșani, Argeș
Cerșani este un sat în comuna Suseni din județul Argeș, Muntenia, România.
Numele provine de la o specie de stejari, QCategorie:UERCUS CERIS CERUL (modifică|discuție|istoric|legături|urmărire|jurnale) care domină în pădurile din jurul așezării. A mai purtat și numele de Cerișari sau Cereșari. Localitatea cuprindea mai multe cătune: Boblegi, Burdești, Predești, Vijeșci și a făcut parte din plase diferite: Galeșești, Cotmeana și Teleorman (în perioade diferite), fiind de asemenea împărțită la un moment dat în Cerșanii de Sus și Cerșanii de Jos, fiecare cu biserica proprie, ca centru spiritual al localității. Cerșanii de Jos aparțineau plasei Gălășești iar Cerșanii de Sus intrau în componența plasei Cotmeana.